# Anca Safta
Anca Safta (Budescu dupa căsătorie, n. 9 ianuarie 1978) este o fostă alergătoare română.

## Carieră
Craioveanca a avut prima experiență internațională în 1995, când a câștigat medalia de bronz în proba de 800 de metri la Campionatul European de Juniori de la Nyíregyháza. În anul următor, la Campionatul Mondial de Juniori de la Sydney, a ocupat locul cinci în proba de 800 de metri și a câștigat medalia de argint cu echipa României la 4x400 de metri. În 1997 a cucerit medalia de aur la Campionatul European de Juniori de la Ljubljana.
În 1999, la Campionatul European de Tineret de la Göteborg, atleta a obținut medaliile de bronz în proba de 1500 m și la 4x400. La Campionatul European în sală din 2000 de la Gent s-a clasat pe locul 9 la 800 m, și la 4x400 a cucerit medalia de bronz alături de Georgeta Lazăr, Otilia Ruicu-Eșanu și Alina Rîpanu, în urma echipelor Rusiei și Italiei. În 2001 a participat la Campionatul Mondial în sală dar nu a reușit să se califice în finală.
În 2004 ea a primit Medalia „Meritul Sportiv” clasa I.

## Realizări
| An   | Competiție                               | Locație              | Loc | Eveniment | Note    |
| ---- | ---------------------------------------- | -------------------- | --- | --------- | ------- |
| 1995 | Campionatul European de Juniori (sub 20) | Nyíregyháza, Ungaria | 3   | 800 m     | 2:04,55 |
| 1995 | Campionatul European de Juniori (sub 20) | Nyíregyháza, Ungaria | –   | 4x400 m   | DS      |
| 1996 | Campionatul Mondial de Juniori (sub 20)  | Sydney, Australia    | 5   | 800 m     | 2:03,64 |
| 1996 | Campionatul Mondial de Juniori (sub 20)  | Sydney, Australia    | 2   | 4x400 m   | 3:32,16 |
| 1997 | Campionatul European de Juniori (sub 20) | Ljubljana, Slovenia  | 1   | 800 m     | 2:03,47 |
| 1997 | Campionatul European de Juniori (sub 20) | Ljubljana, Slovenia  | 6   | 4x400 m   | 3:36,74 |
| 1999 | Campionatul European de Tineret (sub 23) | Göteborg, Suedia     | –   | 800 m     | NT      |
| 1999 | Campionatul European de Tineret (sub 23) | Göteborg, Suedia     | 3   | 1500 m    | 4:09,78 |
| 1999 | Campionatul European de Tineret (sub 23) | Göteborg, Suedia     | 3   | 4x400 m   | 3:31,71 |
| 2000 | Campionatul European în sală             | Gent, Belgia         | 9   | 800 m     | 2:04,36 |
| 2000 | Campionatul European în sală             | Gent, Belgia         | 3   | 4x400 m   | 3:36,28 |
| 2001 | Campionatul Mondial în sală              | Lisabona, Portugalia | 17  | 800 m     | 2:06,13 |

## Recorduri personale
| Probă           | Performanță | Dată              | Locație   |
| --------------- | ----------- | ----------------- | --------- |
| 800 m           | 2:01,75     | 10 august 2003    | București |
| 1500 m          | 4:09,78     | 31 iulie 1999     | Göteborg  |
| 4x400 m         | 3:31,71     | 1 august 1999     | Göteborg  |
| 800 m în sală   | 2:02,12     | 21 februarie 2001 | Pireu     |
| 4x400 m în sală | 3:36,28     | 27 februarie 2000 | Gent      |